# Vikingdom : L'Éclipse de sang
Pour plus de détails, voir Fiche technique et Distribution.
Vikingdom : L'Éclipse de sang est un film américano-malaisien réalisé par Yusry bin Abdul Halim (ms), sorti en 2013.
Écrit par James Coyne, le film raconte l'histoire d’Eirick, interprété par Dominic Purcell, un baron devant tuer le dieu du tonnerre, Thor (Conan Stevens) avant que celui-ci n’ouvre les portes du Valhalla détruisant tous les humains du Royaume. Produit par Shireen M. Hashim, le film a été tourné en langue anglaise à Kuala Lumpur en Malaisie et diffusé le 12 septembre 2013, puis est sorti en direct-to-video en France le 16 février 2015,.

## Synopsis
Avant l'éclipse de sang, Thor (Conan Stevens), le dieu du tonnerre des scandinaves, doit ouvrir les portes du Valhalla et les humains auront à subir des conséquences désastreuses dans tout le Royaume.
Pour ouvrir la Valhalla, Thor doit rassembler trois reliques : le Mjöllnir, son marteau de Valhalla ; le collier de Marie-Madeleine à Mitgard et le cor d'Odin à Helheim.
Thor et ses navires vikings accostent la ville de Lindisfarne et récupèrent le collier de Marie-Madeleine à Mitgard dans une abbaye.
Le seigneur Frey (Jesse Moss) qui est le frère de Freyja (Tegan Moss), la femme de Eirick (Dominic Purcell), vient trouver Eirick qui est le fils de Thor et d'une humaine. Frey demande à Eirick de trouver le cor d'Odin à Helheim.
Eirick, accompagné de son ami Sven (Craig Fairbrass) et de Yang (Jon Foo), un Chinois, monte sur le bateau de Brynna (Natassia Malthe) et part récupérer le cor.
Frey demande qu'Eirick mène les forces armées à Jomsberg contre Trondelag, le roi affilié à Thor.
Un druide intervertit les cors. Eirick fait sonner le faux cor et l’éclipse de sang renvoie Thor dans le royaume des esprits.

## Fiche technique
- Titre original : anglais : Vikingdom
- Titre français : Vikingdom : L'Éclipse de sang
- Réalisation : Yusry bin Abdul Halim (ms)
- Scénario : James Coyne
- Photographie : Eric Oh
- Distribution des rôles : Richard Goh
- Producteur : Shireen M. Hashim
- Société de production : KRU Studios (en)
- Société de distribution : First International Production
- Genre : Film d'aventure | Film de fantasy | Film d'action
- Format : Couleurs - 1.85 : 1 respecté, 16:9 Comptabile 4/3 - 35 mm - son Dolby Digital DTS-HD Master Audio 5.1
- Pays d'origine : Malaisie et États-Unis
- Langue : Anglais et malais
- Budget : 15.6 million $US [6]
- Durée : 114 minutes
- Année de production : 2012 (tournage) - 2013 (post-production et finalisation)
- Dates de sortie :
  -  Malaisie  Vikingdom  : 12 septembre 2013
  -  États-Unis  Vikingdom  : 4 octobre 2013
  -  Australie  Vikingdom  : 16 décembre 2013
  -  Brésil  Vikingdom: O Reino Viking  : 16 décembre 2013
  -  Nouvelle-Zélande Vikingdom  : 16 décembre 2013
  -  Afrique du Sud  Vikingdom  : 16 décembre 2013
  -  Allemagne  Vikingdom - Schlacht um Midgard  : 3 janvier 2014 (création de DVD)
  -  Philippines  Vikings: The Real Legend of Thor  : 29 janvier 2014
  -  Espagne  Vikingdom  : 30 novembre 2014 (création de TV)
  -  France  Vikingdom : L'Éclipse de sang  : 16 février 2015  (DVD title)

## Distribution
- Dominic Purcell (VF : Éric Peter) : Eirick, le baron
- Natassia Malthe (VF : Jessie Lambotte) : Brynna
- Conan Stevens (VF : Antoine Tomé) : Thor, le dieu du tonnerre
- Jon Foo (VF : Yann Le Madic) : Yang
- Craig Fairbrass (VF : Yann Pichon) : Sven
- Bruce Blain : Bernard
- Jesse Moss (VF : Pierre de Pisan) : Frey
- Tegan Moss (VF : Guylène Ouvrard) : Freyja
- Patrick Murray (en) (VF : Denis Boileau) : Alcuin
- Geoffrey Giuliano (en) (VF : Lionel Henry) : Karl Barbe-Rouge
- Valentine Cawley (VF : François Créton) : Warrick
- Bart Van Der Molen (VF : Christian Visine) : Olaf
- Tim P. Doughty (VF : Jean-Marco Montalto) : Beothric
- Ignas Versinskas (VF : Emmanuel Lemire) : Henrik

 Source et légende : version française (VF) sur RS Doublage et carton du doublage français.

## Critique et réception
L'agrégateur de critiques Rotten Tomatoes rapporte le résultat de 43 % (basé sur sept comptes rendus).  Metacritic lui donne une note de 39 basé sur 6 commentaires.
Vikingdom a été le sujet d'une vidéo d'analyse parodique par le vidéaste Benzaie en 2017.